# Орлов, Виктор Викторович
Виктор Викторович Орлов (15 октября 1951, с. Калинковичи, Полесская область, Белорусская ССР, СССР — 30 августа 2008, Москва, Россия) — советский футболист, защитник.

## Карьера
Воспитанник СДЮШОР «Спартак» (Москва).
За свою карьеру выступал в советских командах «Шинник» Ярославль, «Спартак» Москва, «Спартак» Кострома и «Динамо» Вологда.